# R/2007 S 1
Anneau d'Anthée
R/2007 S 1 est un des anneaux de Saturne. Il est situé à environ 197 655 kilomètres de Saturne et est aussi appelé l’anneau d'Anthée d’après Anthée, une des lunes de Saturne.